# Liste der Bodendenkmale in Grimma
In der Liste der Bodendenkmale in Grimma sind die Bodendenkmale der Stadt Grimma und ihrer Ortsteile nach dem Stand der Auflistung von Klaus Kroitzsch und Harald Quietzsch aus dem Jahr 1984 aufgelistet. Eventuelle Änderungen und Ergänzungen, insbesondere aus der Zeit nach der Wende, sind nicht berücksichtigt, da für Sachsen aktuell keine neueren allgemein zugänglichen Bodendenkmallisten vorliegen. Die Baudenkmale sind in der Liste der Kulturdenkmale in Grimma aufgeführt.
| Denkmal-ID | Fundart             | Ortsteil    | Bezeichnung                                                                         | Zeitstellung            | Lage | Bemerkungen | Bild |
| ---------- | ------------------- | ----------- | ----------------------------------------------------------------------------------- | ----------------------- | --- | --- | ---- |
| ?          | Befestigung > Burg  | Böhlen      | Wasserburg                                                                          | Mittelalter             | nordwestlicher Ortsteil, südlicher Gutsbereich, um das Herrenhaus                                                       | Bühl durch Herrenhaus überbaut, Gräben nicht nachweisbar, südlich vorgelagerter Teich verfüllt, Schutz seit 8. Februar 1974                                                        |      |
| ?          | Befestigung > Burg  | Döben       | Wehranlage                                                                          | Mittelalter             | nordwestlicher Ortsrand, Gutsbereich, Geländesporn über der Mulde                                                       | Abschnittsbefestigung in Spornlage, Halsgraben 1971 mit den Trümmern des gesprengten Schlosses verfüllt, Schutz seit 20. März 1974                                                 |      |
| ?          | Befestigung > Burg  | Döben       | Wallanlage „Der Zetten“                                                             | Bronzezeit              | nordöstlich des Orts, Hochfläche südöstlich über der Mulde                                                              | rechteckige Anlage mit Ausbuchtung im Südosten, Doppelgräben und -wälle im Südosten, Schutz seit 19. Juni 1935, erneuert 17. Mai 1956, erweitert 20. März 1974                     |      |
| ?          | besonderer Stein    | Döben       | Monolith „Hoher Stein“                                                              | undatiert               | südöstlich des Orts, ostnordöstlich an der Straße nach Grechwitz                                                        | vorgeschichtlicher Menhir, säulenartiger aufgerichteter Stein auf künstlichem Hügel, Schutz seit 23. Mai 1935, erneuert 17. Mai 1956                                               |      |
| ?          | besonderer Stein    | Döben       | Steinkreuz                                                                          | Spätmittelalter         | im Ort, Südostecke des Dorfplatzes                                                                                      | Darstellung eines Dreschflegels im erhabenen Relief, Schutz seit 7. Januar 1963 |      |
| ?          | besonderer Stein    | Döben       | Steinkreuz                                                                          | Spätmittelalter         | südöstliche Ortslage, an der Straße nach Grechwitz, in der Mauer von Gut Nr. 19                                         | unteres Schaftstück fehlt, Schutz seit 7. Januar 1963 |      |
| ?          | Befestigung > Burg  | Döben       | Wehranlage „Kirchberg“                                                              | Mittelalter             | im Ort, Bereich des Kirchhofs                                                                                           | ursprünglich wohl Abschnittsbefestigung auf Bergzunge, Abschnittsgraben nicht erhalten, Schutz seit 17. Mai 1956                                                                   |      |
| ?          | besonderer Stein    | Draschwitz  | Einzelstein mit Grenzfunktion, „Rugestein“, „Ruhestein“                             | undatiert               | südlich des Orts, westlich der Straße nach Doberquitz, auf der Flurgrenze und damit auch auf der Landkreisgrenze        | vorgeschichtlicher Menhir, Schutz seit 18. September 1936, erneuert 17. Mai 1956                                                                                                   |      |
| ?          | Befestigung > Burg  | Gastewitz   | Wehranlage „Burgberg“                                                               | Mittelalter             | direkt südsüdwestlich des Orts, Geländezunge westlich der Straße                                                        | Spornlage, nur geringe Anzeichen einer künstlichen Befestigung, Störung durch Steinbruch im Norden, Schutz seit 27. September 1935, erneuert 17. Mai 1956, erweitert 20. März 1974 |      |
| ?          | Befestigung > Burg  | Golzern     | Wehranlage „Altes Schloss“                                                          | Mittelalter             | nordwestlich des Orts, Geländezunge östlich über der Mulde                                                              | abschnittsartig befestigte Ecklage, Schutz seit 27. September 1935, erneuert 17. Mai 1956, erweitert 26. Juni 1974                                                                 |      |
| ?          | Befestigung > Burg  | Grimma      | Wasserburg „Schloss“                                                                | Mittelalter             | nordöstlicher Altstadtrand, Schlossbereich mit Außenanlagen                                                             | rechteckige Niederungsburg, im Spätmittelalter überbaut, dreiseitiger Graben größtenteils verebnet, nur ein Rest im Norden erhalten, Schutz seit 20. März 1974                     |      |
| ?          | Befestigung > Burg  | Grimma      | Wallanlage Schaddelwall, „Großer Schlossberg“                                       | Slawenzeit              | südsüdöstlich des Orts im Klosterholz, westliches Hochufer der Mulde                                                    | Abschnittsbefestigung in Talkantenlage, Haupt- und Vorburg, Schutz seit 28. Januar 1935, erneuert 17. Mai 1956                                                                     |      |
| ?          | Befestigung > Burg  | Grimma      | Wallanlage „Kleiner Schlossberg“                                                    | Slawenzeit              | südsüdöstlich des Orts im südöstlichen Zipfel des Klosterholzes, westliches Hochufer der Mulde                          | Abschnittsbefestigung in Ecklage der Talkante, Schutz seit 28. Januar 1935, erneuert 17. Mai 1956                                                                                  |      |
| ?          | Grabmal > Grabhügel | Grimma      | Hügelgrab                                                                           | Bronzezeit              | südlich des Orts am Nordwestrand des Nimbschener Walds, Abteilung 209, östlicher Winkel der Wegkreuzung „Holzecke“      | Einzelhügel, gestört, Schutz seit 19. Dezember 1941, erneuert 17. Mai 1956 |      |
| ?          | Grabmal > Grabhügel | Grimma      | Gruppe von noch 18 Hügelgräbern                                                     | Bronzezeit              | südsüdöstlich des Orts im Nimbschener Wald, Abteilung 211 und 212, nördlich bis westlich der Thomas-Müntzer-Siedlung    | neun Hügel zwischen 1954 und 1956 ausgegraben, Schutz seit 28. Januar 1935, erneuert 17. Mai 1956                                                                                  |      |
| ?          | besonderer Stein    | Grimma      | „Hoher Stein“                                                                       | undatiert               | westnordwestlich der Altstadt am Abzweig der Straße Am Hohen Stein von der Goethestraße                                 | vorgeschichtliche Menhiranlage, Schutz seit 20. März 1974 |      |
| ?          | besonderer Stein    | Grimma      | Steinkreuz                                                                          | Spätmittelalter         | westsüdwestlich des Orts, Straße nach Grethen, am Wegabzweig zur Rumbergsiedlung                                        | Schutz seit 17. November 1962 |      |
| ?          | besonderer Stein    | Grimma      | Steinkreuz                                                                          | Spätmittelalter         | östlicher Altstadtrand, im Hof des Heimatmuseums, Paul-Gerhardt-Straße 43                                               | Schutz seit 14. Januar 1963 |      |
| ?          | unbekannt           | Großbothen  | Erdwerk unbekannter Funktion                                                        | undatiert               | westsüdwestlich des Orts, südwestlich der Bahnstrecke, Waldstück am nordwestlichen Hochufer des Bachtals                | runder Hügel aus Stein-Erde-Packung, Wälle oder Gräben nicht vorhanden, evtl. Hügelgrab, Schutz seit 17. Mai 1956                                                                  |      |
| ?          | Befestigung > Burg  | Höfgen      | Wehranlage „Kirchberg“                                                              | Mittelalter             | im Ort, Kirchberg | oberflächlich keine Wehranlagen erhalten, Schutz seit 4. Dezember 1935, erneuert 17. Mai 1956, erweitert 20. März 1974                                                             |      |
| ?          | Befestigung > Burg  | Höfgen      | Wehranlage „Heidenhübel“, „Ginsterberg“                                             | Mittelalter             | östlich des Orts, südlich der Straße nach Schkoritz, Hochfläche über der Muldeniederung                                 | Turmhügel mit Graben und Außenwall, Schutz seit 1. August 1958, erneuert 20. März 1974                                                                                             |      |
| ?          | Befestigung > Burg  | Hohnstädt   | Wallanlage „Burgberg“, „Tempelberg“                                                 | Slawenzeit              | südlich des Orts, Geländesporn zwischen Mulde und Wurzener Straße                                                       | Abschnittsbefestigung in Spornlage, Schutz seit 30. August 1935, erneuert 17. Mai 1956, erweitert 9. Februar 1973                                                                  |      |
| ?          | Befestigung > Burg  | Hohnstädt   | Wehranlage                                                                          | Mittelalter             | südlich des Orts, Südsüdwestteil des Burgbergs                                                                          | Turmhügelburg an der Spitze einer Geländezunge, Schutz seit 30. August 1935, erneuert 17. Mai 1956                                                                                 |      |
| ?          | unbekannt           | Hohnstädt   | Erdwerk unbekannter Funktion                                                        | undatiert               | nordöstlich des Orts am nördlichen Waldrand, nördlich der ehemaligen Tongrube                                           | ovaler Erdhügel, evtl. Hügelgrab, Schutz seit 21. Juni 1961 |      |
| ?          | unbekannt           | Hohnstädt   | Erdwerk unbekannter Funktion                                                        | undatiert               | nordöstlich des Orts im Wald, nordöstlich der ehemaligen Tongrube                                                       | runder Erdhügel, Schutz seit 21. Juni 1961 |      |
| ?          | besonderer Stein    | Kaditzsch   | Steinkreuz                                                                          | Spätmittelalter         | westliche Ortslage, Teichstraße, am Abzweig nach Höfgen                                                                 | Schutz seit 14. Januar 1963 |      |
| ?          | besonderer Stein    | Keiselwitz  | Grenzstein „Lochstein“                                                              | Spätmittelalter?        | südsüdöstlich des Orts, Thümmlitzwald Abteilung 3                                                                       | aufgerichteter Stein mit wohl künstlicher Durchlochung |      |
| ?          | Grabmal > Grabhügel | Keiselwitz  | Gruppe von 56 Hügelgräbern                                                          | Bronzezeit              | südlich des Orts, Thümmlitzwald Abteilung 306                                                                           | Hügel mit unterschiedlichen Größen und Erhaltungsgraden, Schutz seit 10. September 1934, erneuert 17. Mai 1956                                                                     |      |
| ?          | Grabmal > Grabhügel | Keiselwitz  | zwei Hügelgräber                                                                    | Bronzezeit              | südlich des Orts, Thümmlitzwald Abteilung 308, Talkante über der Bahnstrecke                                            | ein Hügel am Steilabfall nur zur Hälfte erhalten, Schutz seit 3. November 1934, erneuert 17. Mai 1956                                                                              |      |
| ?          | Grabmal > Grabhügel | Keiselwitz  | Gruppe von ca. 10 Hügelgräbern                                                      | Bronzezeit              | südlich des Orts, Thümmlitzwald, im Norden von Abteilung 308, südlich von Schneide I, zwischen Bahnstrecke und Flügel A | flache Hügel, teilweise Steinumgrezungen erkennbar, Schutz seit 10. September 1934, erneuert 17. Mai 1956                                                                          |      |
| ?          | Grabmal > Grabhügel | Keiselwitz  | Gruppe von wenigen Hügelgräbern                                                     | Bronzezeit              | südsüdwestlich des Orts, Thümmlitzwald Abteilung 316, nördlich des Anfangs von Schneide I                               | sehr verflacht, Schutz seit 5. Juli 1935, erneuert 17. Mai 1956 |      |
| ?          | Grabmal > Grabhügel | Keiselwitz  | vermutetes Hügelgrab                                                                | Bronzezeit?             | südlich des Orts, Thümmlitzwald, Südostecke der Abteilung 321                                                           | Einzelhügel mit ca. 6 m Durchmesser und knapp 1 m Höhe, Schutz seit 5. Juli 1935, erneuert 8. Februar 1974                                                                         |      |
| ?          | Befestigung > Burg  | Keiselwitz  | Wehranlage „Schwedenschanze“, „Heidenschanze“                                       | Mittelalter?            | westsüdwestlich des Orts, Thümmlitzwald Abteilungen 347 und 348, Geländesporn südöstlich über dem Thümmlitzbach         | Ringwall auf Bergzunge, Schutz seit 6. Dezember 1937, erneuert 17. Mai 1956 |      |
| ?          | besonderer Stein    | Keiselwitz  | Steinkreuz „Beatenkreuz“                                                            | Spätmittelalter         | südlich des Orts, Thümmlitzwald Abteilung 329, südlich der Straße von Kössern nach Böhlen, östlich des Griesenwegs      | Armbrusteinzeichnung, Schutz seit 7. Januar 1963 |      |
| ?          | besonderer Stein    | Keiselwitz  | Steinkreuz                                                                          | Spätmittelalter         | westlich des Orts, Müncherholz Abteilung 255, nördlich des Leichenwegs                                                  | Schutz seit 7. Januar 1963 |      |
| ?          | besonderer Stein    | Keiselwitz  | Gruppe von 3 nahe beieinander liegenden Steinen (Menhir, „Teufelsstein“, Mühlstein) | undatiert               | südsüdöstlich des Orts, Thümmlitzwald Abteilung 319, direkt westlich des Hegewegs auf der höchsten Erhebung             | drei in Form und wahrscheinlich auch in Bedeutung unterschiedliche Steine, Schutz seit 1. August 1958                                                                              |      |
| ?          | Siedlung            | Kleinbardau | Töpferofen „Backofen“ in einer Ortswüstung                                          | Mittelalter             | südlich des Orts, westlich der Parthe, östlicher Waldrand                                                               | Hügel mit 7 m Durchmesser und 1 m Höhe, wohl zusammengestürzter Töpferofen, Schutz seit 17. Mai 1956                                                                               |      |
| ?          | Befestigung > Burg  | Kleinbothen | Wasserburg „Batyn“                                                                  | Mittelalter             | östlicher Ortsrand, westlich an den Teich anschließend                                                                  | Turmhügel mit umlaufendem Graben, überbaut, Graben teilweise verfüllt, Schutz seit 5. Dezember 1936, erneuert 17. Mai 1956                                                         |      |
| ?          | Befestigung > Burg  | Köllmichen  | Wallanlage „Schanze“                                                                | Slawenzeit              | östlicher Ortsrand, Geländesporn östlich über dem Mutzschener Wasser                                                    | Rest eines Ringwalls, durch Steinbruch stark zerstört, Grabungen bis 1929, Schutz seit 15. Juli 1935, erneuert 17. Mai 1956                                                        |      |
| ?          | Befestigung > Burg  | Motterwitz  | Wasserburg                                                                          | Mittelalter             | im Ort, östlicher Gutsbereich                                                                                           | durch Herrenhaus überbaut und verändert, genaue Abgrenzungen unklar, Graben im Osten als Teich erhalten, Schutz seit 8. Februar 1974                                               |      |
| ?          | Befestigung > Burg  | Muschau     | Wallanlage „Weinberg“                                                               | undatiert               | direkt südlich des Orts, Geländesporn östlich über dem Zusammenfluss der Bäche                                          | wohl Ringwall, keine Umwallungen erkennbar, Abschnittsgraben im Ostsüdosten, Schutz seit 23. November 1935, erneuert 17. Mai 1956                                                  |      |
| ?          | Befestigung > Burg  | Mutzschen   | Wehranlage „Schlossberg“                                                            | Bronzezeit, Mittelalter | westlicher Ortsrand, Geländesporn über einer Schleife des Mutzschener Wassers                                           | Abschnittsbefestigung in Spornlage, Schutz seit 22. Februar 1937, erneuert 17. Mai 1956                                                                                            |      |
| ?          | Befestigung > Burg  | Nauberg     | Wallanlage „Schanze“                                                                | Slawenzeit              | westlicher Ortsteil, von der Straße durchschnitten                                                                      | Ringwall, Innenfläche neuzeitlich bebaut, Wallzug erhalten, Schutz seit 20. August 1937, erneuert 17. Mai 1956, erweitert 20. März 1974                                            |      |
| ?          | Befestigung > Burg  | Nerchau     | Wallanlage „Kirchberg“                                                              | Slawenzeit              | westsüdwestlicher Ortsrand, östliches Hochufer der Mulde                                                                | Ringwall in Ecklage der Talkante, Schutz seit 27. Januar 1937, erneuert 17. Mai 1956                                                                                               |      |
| ?          | Grabmal > Grabhügel | Nerchau     | Hügelgräber „Die Drei Berge“                                                        | Bronzezeit              | nordöstlich des Orts, direkt nördlich der Straße nach Denkwitz                                                          | verflacht, Schutz seit 17. April 1935, erneuert 17. Mai 1956, erweitert 20. März 1974                                                                                              |      |